# Siarhiej Szydłouski
Siarhiej Alehawicz Szydłouski (biał. Сяргей Алегавіч Шыдлоўскі, ros. Сергей Олегович Шидловский, Siergiej Olegowicz Szydłowski; ur. 26 grudnia 1973 we wsi Ekimań 1) – białoruski historyk, kandydat nauk historycznych (odpowiednik polskiego stopnia doktora), nauczyciel akademicki, docent nauk historycznych, badacz dziejów kultury szlacheckiej na Białorusi oraz białoruski eseista, krytyk, tłumacz.

## Życiorys
Urodził się 26 grudnia 1973 roku we wsi Ekimań 1, w rejonie połockim w obwodzie witebskim Białoruskiej SRR. W 1996 roku ukończył studia na Wydziale Historycznym Białoruskiego Uniwersytetu Państwowego (БГУ).
Odbył aspiranturę w Instytucie Sztuki, Etnografii i Folkloru im. Kandrata Krapiwy Narodowej Akademii Nauk Białorusi. W 2009 roku uzyskał stopień kandydata nauk historycznych (odpowiednik polskiego stopnia doktora). Temat dysertacji kandydackiej – Kultura klasy uprzywilejowanej na Białorusi w pierwszej połowie XIX wieku.
W 2012 roku otrzymał tytuł docenta. Od 2014 roku – docent w Katedrze Historii i Turystyki Połockiego Uniwersytetu Państwowego (ПГУ). Jest żonaty. Od 1996 roku pracuje jako wykładowca Połockiego Uniwersytetu Państwowego (ПГУ). Dorobek pracy naukowej to badania dziejów kultury XIX wieku.

## Twórczość
Sirahiej Szydłouski jest autorem prozy, eseistyki, artykułów krytycznych. Publikuje od 1993 roku, głównie na łamach czasopism białoruskich: „ARCHE” i „Maładosć” oraz tygodnika „Nasza Niwa”. Zajmuje się również tłumaczeniem na języki: rosyjski i polski. Członek Towarzystwa Wolnych Literatów.

## Wybrane publikacje
- Сяргей Шыдлоўскі: Kultura pryvilejavanaha saslouja Belarusi: 1795—1864. Mińsk: Беларуская навука, 2011, s. 168. ISBN 978-985-08-1241-4. (biał.).
- (we współautorstwie): Hieniezis, struktura i funkcyi sacyjalnaj elity / Narysy historyi kultury Bielarusi. T. 1. Mińsk: Беларуская навука, 2013, s. 9—41. ISBN 978-985-08-1567-5. (biał.).